# Cañada del Ybyray
Cañada del Ybyray es un barrio de la ciudad de Asunción, Paraguay.
Es uno de los barrios menos poblados de la ciudad, esto debido a que aproximadamente el 30% de su territorio ocupa el Hospital Central del Instituto de Previsión Social, tiene una población de 3.166 habitantes según el censo del 2002 de la DGEEC.

## Límites
El barrio tiene como limitantes a las calles/avenidas Santísimo Sacramento, Molas López, Cnel. Carlos Fernandez, Prócer Yegros, Óscar Escobar, Gómez de la Fuente, Dr. Mena Porta y Dr. Manuel Peña.
Sus límites son:
- Al norte con el barrio Santísima Trinidad.

- Al sur con el barrio Santo Domingo.

- Al este con los barrios Mburucuyá y Carmelitas.

- Al oeste con el barrio Virgen de la Asunción

## Vías y Medios de Comunicación
Las principal vías de comunicación del barrio son la Avda. Santísimo Sacramento, la Avda. Molas López y la calle Dr. Manuel Peña. 

## Instituciones

### Educativas
- Colegio Técnico Javier

### Plazas
- Plaza Nanawa

### Salud
- Hospital Central del IPS